# The Night Of – Die Wahrheit einer Nacht
The Night Of – Die Wahrheit einer Nacht (Originaltitel: The Night Of) ist eine achtteilige US-amerikanische Krimiserie, die vom 24. Juni bis zum 28. August 2016 im amerikanischen Pay-TV-Sender HBO ausgestrahlt wurde. Die deutsche Erstausstrahlung war vom 29. September bis 17. November 2016 auf Sky Atlantic HD zu sehen. Im Mittelpunkt steht das Schicksal eines jungen Amerikaners pakistanischer Abstammung (dargestellt von Riz Ahmed), der des Mordes an einer jungen Frau beschuldigt wird.
Die Serie ist ein Remake der ersten Staffel der britischen BBC-Miniserie Criminal Justice, die 2008 ausgestrahlt wurde.

## Handlung
New York, in der Gegenwart: Der Student Nasir „Naz“ Khan wohnt bei seinen pakistanisch-stämmigen Eltern im Stadtteil Jackson Heights (Queens). Als er eines Abends heimlich mit dem Taxi seines Vaters zu einer Party fährt, steigt irrtümlich eine junge Frau ein. Die geheimnisvolle Andrea fasziniert ihn und lässt ihn die Party vergessen. Sie nimmt den sexuell wenig erfahrenen Nasir mit zu sich nach Hause. Sie verabreicht ihm MDMA und Ketamin und beide lassen sich aufgeputscht von Alkohol und anderen Drogen zu einem Fünf-Finger-Messer-Spiel hinreißen, bei dem Andrea an der Hand verletzt wird. Als sie nach oben in Andreas Schlafzimmer gehen und gemeinsam Sex haben, verliert Nasir das Bewusstsein.
Stunden später wacht Nasir in der Küche auf. Als er ins Schlafzimmer geht, um seine Sachen zu holen und um sich von Andrea zu verabschieden, findet er sie erstochen in ihrem Bett in einer Blutlache auf. Nasir, der sich nicht an die Tat erinnert, flieht in Panik aus dem Haus, wobei er das Ketamin und das vom Fünf-Finger-Spiel noch blutige Messer mitnimmt. Einige Straßen weiter wird er durch Zufall von einer Polizeistreife angehalten, die ihn wegen Fahruntüchtigkeit in Gewahrsam nimmt. Kurz darauf wird die Streife zu Andreas Haus gerufen, wo ihre Leiche entdeckt wird. Ein Zusammenhang zwischen Nasir und dem Mordopfer wird erst Stunden später durch Zufall auf der Polizeiwache festgestellt, als das mutmaßliche Tatmesser bei ihm gefunden wird. Gleichzeitig trifft der im Mordfall ermittelnde Detective Dennis Box ein und ein Augenzeuge, der Nasir mit Andrea ins Haus gehen sah, belastet ihn schwer.
Kurz nach Nasirs Festnahme nimmt sich der zufällig auf dem Revier eintreffende abgehalfterte Anwalt John Stone seiner an. Stone, der geschieden ist und unter einer Hautkrankheit leidet, verschafft Kleinkriminellen juristische Deals zum Festpreis. Kurz vor Beginn des medienträchtigen Prozesses wird er aber durch die erfolgreiche Rechtsanwältin Alison Crowe ausgetauscht. Crowe sieht in der Mordanklage gegen den muslimischen Studenten ihre Chance. Sie versucht Nasir dazu zu bringen, einen Deal mit der Staatsanwältin Helen Weiss einzugehen und auf Totschlag zu plädieren, was ihm „nur“ 15 Jahre Haft einbringen würde. Nasir will sich aber nicht für den Mord an Andrea schuldig bekennen, woraufhin sich Crowe wütend von dem Fall zurückzieht.
Im folgenden Geschworenenprozess wird Nasir wieder von Stone und Crowes Mitarbeiterin Chandra Kapoor vertreten, die beide auch privat ermitteln. Nasir wird auf die Gefängnisinsel Rikers Island verlegt. Dort wird er von dem einflussreichen Häftling und ehemaligen Preisboxer Freddy Knight unter die Fittiche genommen, der wegen Mordes einsitzt. Nasir erhält Schutz von Freddy. Im Gegenzug beginnt Nasir aus den Verhörräumen Drogen ins Gefängnis zu schmuggeln. Dazu setzt er auch später Chandra ein, die sich in Nasir verliebt hat. Nasir passt sich im Gefängnis an und verändert sein äußeres Erscheinungsbild stark, indem er sich eine Glatze rasiert und Tattoos stechen lässt. Auch Nasirs Familie hat unter der Mordanklage des Sohnes zu leiden. Nasirs Vater Salim erhält nicht sein von der Polizei beschlagnahmtes Taxi zurück, das er sich mit zwei weiteren Kollegen teilt. Nasirs Mutter Safar verliert ihre Arbeitsstelle und zweifelt bald an der Unschuld des Sohnes. Nasirs jüngerer Bruder sieht sich Anfeindungen in der Schule ausgesetzt und beginnt sich zu wehren, weswegen er später von der Schule beurlaubt wird.
Während des Prozesses stellt sich heraus, dass Andrea unter psychischen Problemen litt und drogenabhängig war. Nasir wiederum hat sich sein Wirtschaftsstudium mit dem Verkauf verschreibungspflichtiger Medikamente an Kommilitonen finanziert und ist gewalttätig aufgefallen. Während sich Staatsanwältin Weiss einzig auf Nasir als Täter konzentriert, präsentieren Stone und Chandra drei weitere mögliche Tatverdächtige. Unter diesen befindet sich mit Don Taylor auch Andreas Stiefvater. Er stritt mit ihr über das millionenteure Anwesen ihrer verstorbenen Mutter. Chandra lässt Nasir gegen die Bedenken von Stone vor Gericht aussagen. Als Stone Videomaterial über einen Kuss zwischen Nasir und Chandra aus der Untersuchungshaft erhält, setzt er dieses mit Nasirs Zustimmung ein, um den Prozess absichtlich platzen zu lassen. Stattdessen wird aber Chandra von der Prozessführung entbunden und verliert später ihre Stelle in der Anwaltskanzlei von Alison Crowe. Auf Druck des Richters muss der in großen Prozeßauftritten wenig erfahrene Stone das Plädoyer für Nasir halten.
Die Geschworenen sind trotz mehrtägiger Beratungen unentschieden – das Stimmenverhältnis beträgt 6:6. Nasir kommt daraufhin frei und kehrt zu seiner Familie zurück, wo nur sein Vater ohne Zweifel an seine Unschuld geglaubt hat. Die Familie ist durch die juristischen Kosten des Prozesses hochverschuldet und muss ihr Haus verkaufen. Nasir kehrt zum Ufer des Fort Washington Parks, mit Blick auf die George-Washington-Brücke, zurück, wo er mit Andrea Zeit verbracht hat. Er erinnert sich an sie und konsumiert Drogen. Staatsanwältin Weiss beschließt mit dem mittlerweile in Rente befindlichen Detective Box den Mordfall neu aufzurollen. Box, der nicht ganz von Nasirs Schuld überzeugt war, hatte auf eigene Faust weiterermittelt. Aufgrund von neuen Videobeweisen vermutet er, dass Andrea von ihrem Finanzberater und früheren Lebensgefährten Ray Halle ermordet wurde, der sich in der verhängnisvollen Nacht auch in unmittelbarer Nähe des Tatorts aufhielt. Halle hatte hohe Spielschulden, sich heimlich an Andreas Vermögen bereichert und wenige Stunden zuvor einen heftigen Streit mit ihr. Nasirs Anwalt John Stone kehrt nach Hause zurück, wo er trotz seines Asthmas Andreas Katze ein neues Zuhause gegeben hat. Nach einem Telefonanruf eilt er zum nächsten Klienten.

## Kritik
Ursula Scheer ist nachgerade begeistert und stellt die Serie auf eine Stufe mit den HBO-Erfolgen Die Sopranos und The Wire:

„Spätestens nach einer halben Stunde des Weges hinein in diese Kriminalgeschichte, deren Protagonist in einem geklauten Taxi durch das nächtliche Manhattan mit seinen düster-schönen Lichtern Richtung Verderben treibt, ist klar: Das hier wird gut, sogar richtig gut und immer besser, je tiefer der schlaksige junge Mann mit den großen braunen Augen in den Sog des Dunkels gerät, das ihn als netten Jungen von nebenan verschlingt und ausspuckt als vermeintlichen Mörder, mitten in das Räderwerk eines Justizsystems, das für Polizisten, Verteidiger, Staatsanwälte doch nur Teil eines großen Clubs ist…“

Karoline Meta Beisel betont in der Süddeutschen Zeitung die gesellschaftspolitische Dimension des Plots, die „das US-Justizsystem quasi nebenbei für rassistische und islamfeindliche Tendenzen kritisiert.“ Sie bezeichnet die schauspielerische Leistung von John Turturro, bekannt als Barton Fink im gleichnamigen Film der Coen-Brüder, als herausragend, „als verkrachter Anwalt Stone so liebenswert, dass man ihm sogar verzeiht, wenn er in den unpassendsten Momenten an seinem juckenden Exzem an den Füßen herumschubbert.“

## Hintergrund
Bereits im September 2012 war die Serie von HBO als Remake der britischen BBC-Miniserie Criminal Justice geplant. Mit James Gandolfini als Produzent wurde damals eine Pilotfolge abgedreht, in der er selbst auch die Hauptrolle des Anwalts John Stone übernahm. Als Drehbuchautor wurde Richard Price verpflichtet, die Regie übernahm Steven Zaillian. Nach Gandolfinis Tod im Juni 2013 war Robert De Niro als Nachfolger im Gespräch, dieser sagte aufgrund terminlicher Probleme jedoch ab. Im April 2014 gab HBO bekannt, dass John Turturro die vorgesehene Hauptrolle von De Niro besetzen wird. James Gandolfini wird postum als einer der Produzenten aufgeführt.

## Ausstrahlung
Die US-amerikanische Erstausstrahlung der achtteiligen Miniserie wurde im April 2016 für den 10. Juli angekündigt und endete am 28. August 2016. Die erste Folge war bereits zwei Wochen zuvor, am 24. Juni 2016 über die Streaming-Dienste von HBO abrufbar.
Die deutschsprachige Erstausstrahlung war vom 29. September bis 17. November 2016 auf Sky Atlantic HD zu sehen. Zuvor konnten Sky-Abonnenten die Serie bereits über den Video-on-Demand-Dienst im englischen Originalton parallel zur US-amerikanischen Ausstrahlung sehen.

## Besetzung
Die Synchronisation der Serie wurde bei der Film- & Fernseh-Synchron nach einem Dialogbuch von Jan Odle und Stephanie Kellner unter der Dialogregie von Odle erstellt.
| Rollenname     | Schauspieler        | Synchronsprecher        | Rollenbeschreibung                     |
| -------------- | ------------------- | ----------------------- | -------------------------------------- |
| Jack Stone     | John Turturro       | Stefan Fredrich         | Nasir Khans Anwalt                     |
| Nasir Khan     | Riz Ahmed           | Louis Friedemann Thiele | Mordverdächtiger                       |
| Dennis Box     | Bill Camp           | Jacques Breuer          | Verantwortlicher Detective im Mordfall |
| Helen Weiss    | Jeannie Berlin      | Marianne Groß           | Staatsanwältin                         |
| Alison Crowe   | Glenne Headly       | Elisabeth Günther       | Nasir Khans Anwältin                   |
| Chandra Kapoor | Amara Karan         | Maren Rainer            | Mitarbeiterin von Alison Crowe         |
| Salim Khan     | Peyman Moaadi       | Manfred Trilling        | Nasirs Vater                           |
| Safar Khan     | Poorna Jagannathan  | Claudia Lössl           | Nasirs Mutter                          |
| Freddy Knight  | Michael K. Williams | Jan Odle                | Häftling auf Rikers Island             |
| Andrea Cornish | Sofia Black-D’Elia  | Regina Beckhaus         | Mordopfer                              |
| Don Taylor     | Paul Sparks         | Stefan Gossler          | Stiefvater von Andrea                  |
| Ray Halle      | Paulo Costanzo      | Johannes Raspe          | Finanzberater von Andrea               |

## Episodenliste
| Nr. (ges.) | Nr. (St.) | Deutscher Titel        | Originaltitel           | Erstausstrahlung USA                         | Deutschsprachige Erstausstrahlung (D) | Regie           | Drehbuch                        | Zuschauer (USA) |
| ---------- | --------- | ---------------------- | ----------------------- | -------------------------------------------- | ------------------------------------- | --------------- | ------------------------------- | --------------- |
| 1          | 1         | An den Strand          | The Beach               | 24. Jun. 2016 (Streaming) 10. Jul. 2016 (TV) | 29. Sep. 2016                         | Steven Zaillian | Richard Price                   | 0,77 Mio.       |
| 2          | 2         | Ein raffiniertes Biest | Subtle Beast            | 17. Juli 2016                                | 6. Okt. 2016                          | Steven Zaillian | Richard Price                   | 1,28 Mio.       |
| 3          | 3         | Herz in der Finsternis | A Dark Crate            | 24. Juli 2016                                | 13. Okt. 2016                         | Steven Zaillian | Richard Price                   | 1,20 Mio.       |
| 4          | 4         | Die Kunst des Krieges  | The Art of War          | 31. Juli 2016                                | 20. Okt. 2016                         | James Marsh     | Richard Price                   | 1,34 Mio.       |
| 5          | 5         | Bewährungsprobe        | The Season of the Witch | 7. Aug. 2016                                 | 27. Okt. 2016                         | Steven Zaillian | Richard Price & Steven Zaillian | 1,37 Mio.       |
| 6          | 6         | Wunderheiler           | Samson and Delilah      | 14. Aug. 2016                                | 3. Nov. 2016                          | Steven Zaillian | Richard Price & Steven Zaillian | 1,41 Mio.       |
| 7          | 7         | Das vierte Messer      | Ordinary Death          | 21. Aug. 2016                                | 10. Nov. 2016                         | Steven Zaillian | Richard Price & Steven Zaillian | 1,76 Mio.       |
| 8          | 8         | Der Ruf der Wildnis    | The Call of the Wild    | 28. Aug. 2016                                | 17. Nov. 2016                         | Steven Zaillian | Richard Price & Steven Zaillian | 2,16 Mio.       |

## Auszeichnungen
| Jahre | Preis                                       | Kategorie                                                            | Person                                                                      | Episode                | Resultat  |
| ----- | ------------------------------------------- | -------------------------------------------------------------------- | --------------------------------------------------------------------------- | ---------------------- | --------- |
| 2017  | American Society of Cinematographers Awards | Best Cinematography for a Movie, Miniseries, or Pilot for Television | Igor Martinovic                                                             | Ein raffiniertes Biest | Gewonnen  |
| 2017  | American Film Institute Awards              | Top 10 Television Programs                                           |                                                                             |                        | Gewonnen  |
| 2017  | Directors Guild of America Awards           | Outstanding Directing – Miniseries or TV Film                        | Steven Zaillian                                                             | An den Strand          | Gewonnen  |
| 2017  | Emmys                                       | Bester Hauptdarsteller – Miniserie oder Fernsehfilm                  | Riz Ahmed                                                                   |                        | Gewonnen  |
| 2017  | Emmys                                       | Bester Hauptdarsteller – Miniserie oder Fernsehfilm                  | John Turturro                                                               |                        | Nominiert |
| 2017  | Emmys                                       | Beste Miniserie                                                      |                                                                             |                        | Nominiert |
| 2017  | Emmys                                       | Bester Nebendarsteller – Miniserie oder Fernsehfilm                  | Bill Camp                                                                   |                        | Nominiert |
| 2017  | Emmys                                       | Bester Nebendarsteller – Miniserie oder Fernsehfilm                  | Michael K. Williams                                                         |                        | Nominiert |
| 2017  | Golden Globe Awards                         | Bester Hauptdarsteller – Miniserie oder Fernsehfilm                  | Riz Ahmed                                                                   |                        | Nominiert |
| 2017  | Golden Globe Awards                         | Bester Hauptdarsteller – Miniserie oder Fernsehfilm                  | John Turturro                                                               |                        | Nominiert |
| 2017  | Golden Globe Awards                         | Beste Miniserie oder Fernsehfilm                                     |                                                                             |                        | Nominiert |
| 2017  | Producers Guild of America Awards           | Outstanding Producer of Long-Form Television                         | Steven Zaillian, Richard Price, Jane Tranter, Garrett Basch, Scott Ferguson |                        | Nominiert |
| 2017  | Screen Actors Guild Awards                  | Bester Darsteller in einem Fernsehfilm oder Miniserie                | Riz Ahmed                                                                   |                        | Nominiert |
| 2017  | Screen Actors Guild Awards                  | Bester Darsteller in einem Fernsehfilm oder Miniserie                | John Turturro                                                               |                        | Nominiert |
| 2017  | ACE Eddie Awards                            | Best Edited Miniseries or Motion Picture for Television              | Jay Cassidy                                                                 |                        | Nominiert |
| 2017  | Society of Camera Operators Awards          | Camera Operator of the Year – Television                             | Ben Semanoff                                                                |                        | Nominiert |
| 2017  | Golden Reel Awards                          | Best Sound Editing: TV Long Form – Dialogue/ADR                      | Sara Stern, Luciano Vignola, Odin Benitez, Marissa Littlefield              | An den Strand          | Gewonnen  |